# إيمرسون ديكمان
إيمرسون ديكمان (بالإنجليزية: Emerson Dickman) هو لاعب كرة قاعدة أمريكي، ولد في 12 نوفمبر 1914 في بوفالو في الولايات المتحدة، وتوفي في 27 أبريل 1981 في نيويورك في الولايات المتحدة.

## وصلات خارجية
- إيمرسون ديكمان على موقعبيزبول رفرنس.كوم (الدوري الرئيسي) (الإنجليزية)
- إيمرسون ديكمان على موقع جمعية أبحاث البيسبول الأمريكية (الإنجليزية)